# Wincenty Dębicki
Wincenty Dębicki (ur. 1937 w Busku) – polski urzędnik konsularny, Konsul Generalny we Lwowie (2000).

## Życiorys
W 1945 wraz z rodziną przesiedlony do Gdańska. Absolwent Wydziału Transportu Morskiego Wyższej Szkoły Morskiej w Gdyni. Pracował w branży handlu morskiego, m.in. od 1960 w Przedsiębiorstwie Spedycji Międzynarodowej C. Hartwig w Gdyni. W 1987 rozpoczął pracę w służbie dyplomatycznej jako attaché w Ambasadzie RP w Kolumbii. W 1991 zatrudniony w Ministerstwie Spraw Wewnętrznych i Administracji. W 1997 wyjechał do pracy w konsulacie generalnym we Lwowie, gdzie objął stanowisko konsula ds. polonijnych. Pomiędzy 1 marca a 6 września 2000 tymczasowo kierował tą placówką. Później przeszedł na emeryturę.